# Schober-Seewinkl
Schober-Seewinkl ist eine Streusiedlung bei Fuschl am See im Bundesland Salzburg.
Sie besteht aus den Rotten Schober und Seewinkl sowie aus einigen Einzellagen.